# Museo nazionale d'Abruzzo

## informazioni
Il Museo nazionale d'Abruzzo (abbreviato in MuNDA dal 2015) è un museo statale italiano con sede all'Aquila. Storicamente ospitato nelle 41 sale del Forte spagnolo sin dall'apertura nel 1951, in seguito ai danni subiti dalla struttura durante il terremoto dell'Aquila del 2009 la collezione principale è stata spostata e resa nuovamente accessibile nei locali dell'ex mattatoio.
È di proprietà del Ministero della cultura, che dal 2019 lo annovera tra gli istituti museali dotati di autonomia speciale.

## Storia
Le origini del museo risalgono all'attività del professor Mario Chini, studioso del rinascimento aquilano. Nel capoluogo abruzzese, di concerto con il sindaco Vincenzo Camerini, egli fondò il Museo civico, presso un'ala restaurata di Palazzo Margherita, svolgendo inoltre un importante lavoro archivistico e bibliografico sull'arte locale. Un'altra sede successiva fu quella dell'ex monastero di Santa Maria dei Raccomandati, dell'ordine dei Celestini, lungo il corso Vittorio Emanuele, che dal 1861 aveva ospitato il Municipio, poi trasferito a palazzo Margherita.
Nel 1935 fu inoltre allestito in città il Museo diocesano d'arte sacra, smantellato nel 1942 e confluito nei depositi della Soprintendenza dei Beni Immateriali e Paesaggiatici per l'Abruzzo presso il Forte spagnolo nel 1966.
Nel 1951 dopo la guerra, il castello cinquecentesco aquilano fu scelto come nuova sede del Museo unitario, ospitando anche la collezione archeologica dell'ex museo civico Santa Maria dei Raccomandati, nonché lo scheletro del Mammut rinvenuto a Scoppito nel 1956.

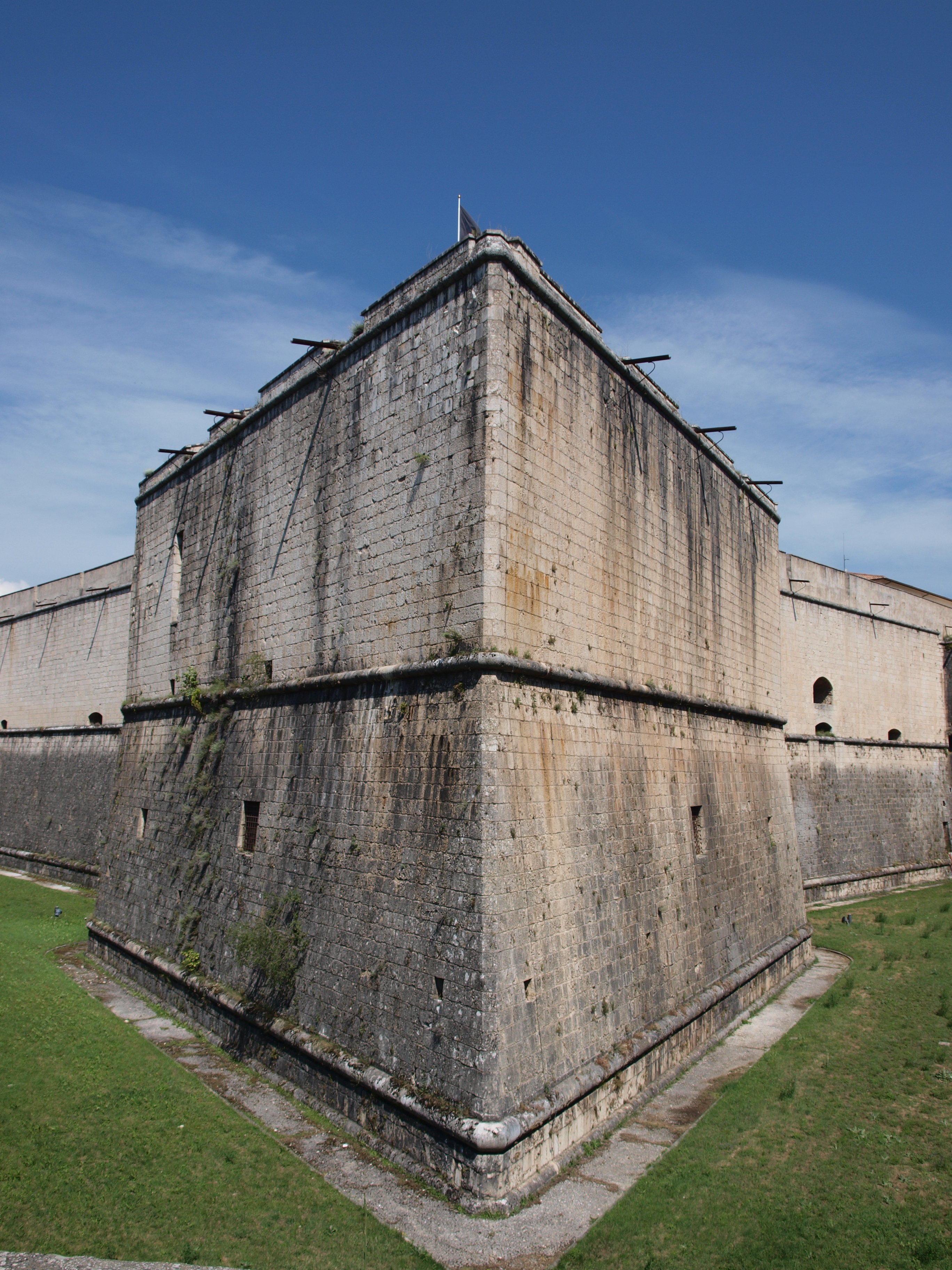
Bastione del Forte spagnolo

Infatti prima di quest'anno, non esisteva una collezione unitaria di reperti archeologici, pittorici e scultorei di interesse, nei primi anni del Novecento presso l'ex monastero di Santa Maria dei Raccomandati in corso Vittorio Emanuele fu aperta una collezione archeologica, arricchitasi nel 1924 di reperti provenienti da Alba Fucens. Il museo nacque con lo scopo di istituire un museo civico aquilano unitario per rappresentare il patrimonio archeologico e medievale-rinascimentale-barocco abruzzese, con opere principali provenienti da L'Aquila e i centri attigui. Infatti numerose statue medievali, soprattutto Madonne, e affreschi parietali di monasteri, e sculture di palazzi privati, rischiavano la dispersione, o addirittura la distruzione, lo smembramento e la vendita sul mercato nero, come il caso della Madonna di Fossa, vandalizzata negli anni '60 e derubata di quasi tutti i pannelli istoriati del tabernacolo che la racchiudeva. Queste statue, conservate in monasteri isolati e a rischio, come la chiesa di Santa Maria del Ponte a Tione, o la Madonna di Lettopalena, vennero prelevate e catalogate per la sistemazione nel castello.
Il terremoto del 6 aprile 2009 ha inferto gravi danni al castello, il patrimonio è stato subito messo in sicurezza in appositi depositi, alcune statue per il crollo delle pareti all'interno del Castello hanno subito gravi danni, e alcune di esse somo ancora in fase di recupero, prima dell'allestimento definitivo, da inserire di nuovo nel castello, una volta restaurato. Parte del patrimonio del Museo è stata spostata nell'ex mattatoio comunale presso la fontana delle 99 cannelle, nel dicembre 2015, e comprende solo il 50% nemmeno di tutta la collezione.

## Descrizione

### Sede del Forte spagnolo (1951-2009)
Al suo interno trovano posto anche un Auditorium e una Sala Conferenze.
Al piano terra, in due sale sono esposti reperti archeologici, tra cui molte steli funerarie, ma il più importante è l'Elephas meridionalis, i resti monumentali di un mammut, uno dei più grandi d'Italia (ritrovato nel 1954).
Al primo piano, in 10 sale, vi sono opere scultoree e pittoriche dalla fine del XII secolo alla fine del XV secolo. Da segnalare le opere di ignoti scultori e pittori, maestro di Beffi, Silvestro dell'Aquila, Saturnino Gatti e le delicate Madonne con Bambino.
Al secondo piano opere pittoriche, tessuti, oreficeria sacra dagli inizi del XVI secolo fino al Novecento. Opere di grande pregio, quali Nicola da Guardiagrele, Francesco da Montereale, Bartolomeo di Giovanni, Pompeo Cesura, Giovan Paolo Cardone, Giulio Cesare Bedeschini, il Maestro di Fossa. Tra le opere moderne, quelle di Teofilo Patini e Francesco Paolo Michetti.

#### Piano terra
Sala 1Mammuthus meridionalis

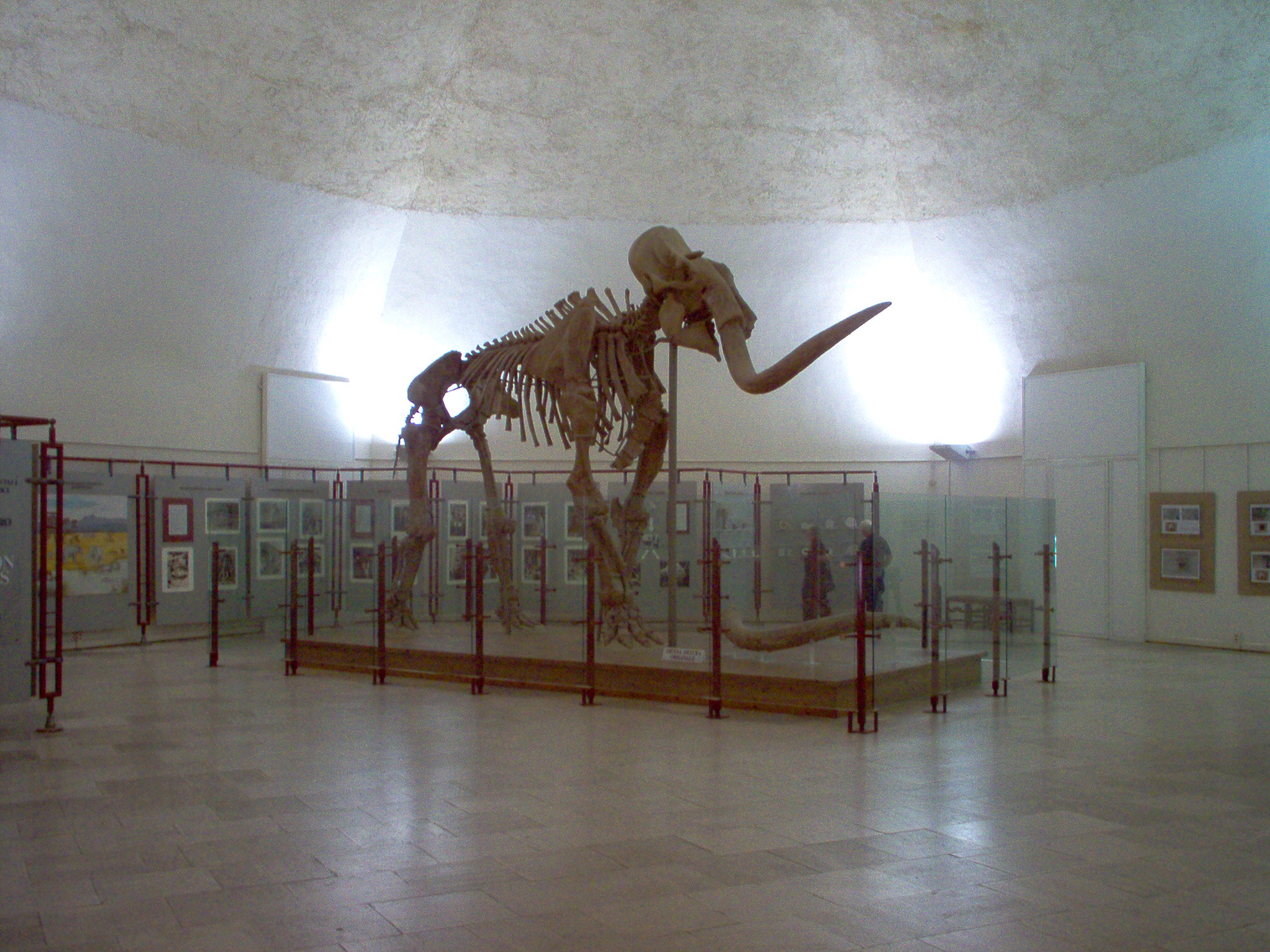
Lo scheletro di Mammuthus meridionalis

La sala era un tempo riserva dell'acqua per i soldati che vi si rifugiavano; oggi vi è esposto un grande scheletro di Mammuthus meridionalis. Fu ritrovato nel 1948 a Scoppito e fu portato qui l'anno dopo, quando fu istituito il museo.
Sale 2-3-4Donazione Emilio Greco
La donazione comprende sculture e dipinti dell'artista catanese Emilio Greco.
Sala 5Saletta dell'Ottocento
Nella sala sono esposti alcune opere della fine del XIX e inizi XX secolo, di noti artisti abruzzesi, tra cui: i morticelli (1880) di Francesco Paolo Michetti e il noto quadro La lavandaia (1888) di Pasquale Celommi.
Sale 6-7-8-9sezione archeologica
In queste sale sono esposte alcuni reperti (dall'età protostorica all'età romana) provenienti dall'antico territorio dei Vestini e, principalmente, da L'Aquila.
Interessante la sala 8, la più grande, con reperti di età sannitica, e la sala 9, con reperti funerari di età romana.
Sala 10sala del Gonfalone
A dare ol nome alla sala è il gonfalone più grande del mondo, esposto nella teca più grande del mondo. Si tratta di quello realizzato da Giovan Paolo Cardone verso il 1586 per la basilica di San Bernardino, da cui proviene. Al centro vi è il Cristo risorto (secondo lo schema di Michelangelo nella basilica di Santa Maria sopra Minerva a Roma) e ai lati un Angelo con la coppa del sangue e la Vergine Maria; sotto, la città dell'Aquila cinta da mura e retta dai suoi quattro santi protettori: san Massimo, san Bernardino da Siena, Celestino V e sant'Equizio.
Nei pennacchi, altri quattro santi, tra cui Giovanni da Capestrano; l'opera è firmata nella parte centrale del dipinto, in basso a sinistra: Jo Paulo Cardonus Aquilani (Giovanni Paolo Cardone aquilano). Nella sala vi è anche un modellino del castello del Settecento: ci si accorge che è cambiato poco o nulla dell'aspetto, anche se in questo modellino manca il portale d'ingresso, staccato dopo il terremoto del 1703 dalla chiesa delle Anime sante.
Sala 11scalone
Questo è lo scalone che porta al primo piano: vi sono esposti due affreschi del XV secolo, riconducibili allo stesso artista.

#### Primo piano
Sala 12pittura e scultura del XIII secolo
Le opere della sala testimoniano i livelli artistici raggiunti dall'Abruzzo nel XIII secolo. L'unica opera pittorica presente è il Crocifisso da iconostasi, formato da due travi unite, mentre le pitture (eseguite alla metà del Duecento) sono opera di un artista locale, ma abbastanza aggiornato sulle correnti pittoriche del tempo. Le altre opere sono tutte sculture di Madonna con Bimbo, la cui produzione durò fino al XVI secolo con grandi esponenti come Saturnino Gatti e Silvestro dell'Aquila. Sono tutte datate alla fine del XIII secolo.
Sala 13gli stili bizantino e gotico-romanico in Abruzzo

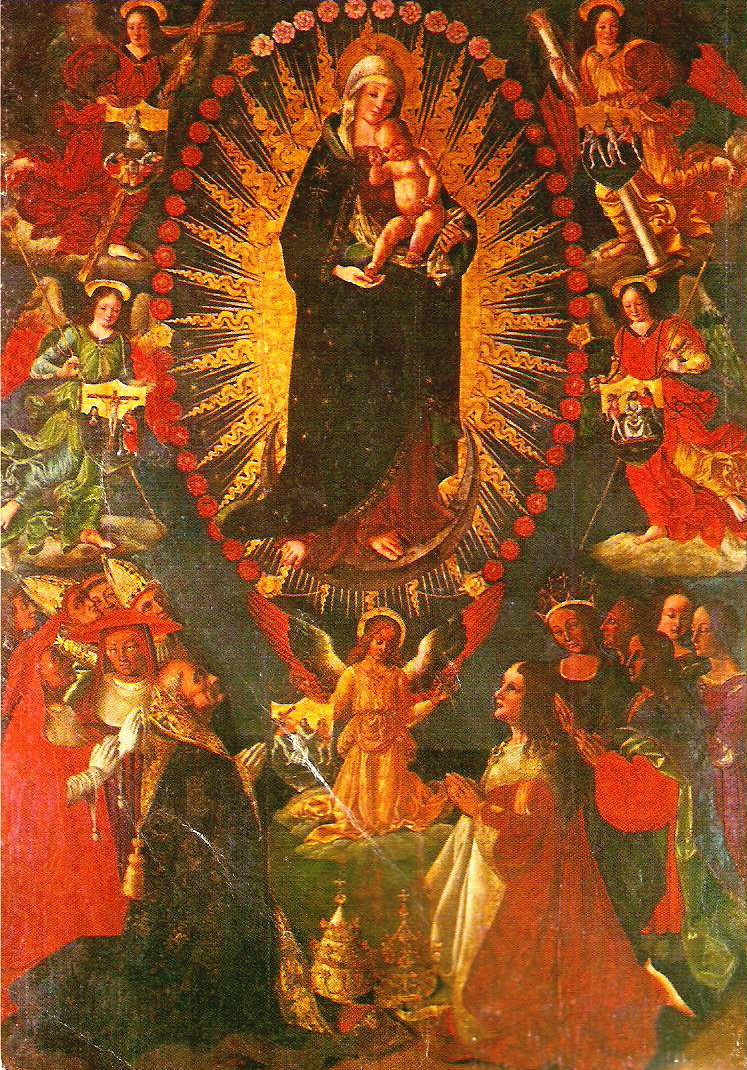
Madonna del Rosario di Saturnino Gatti

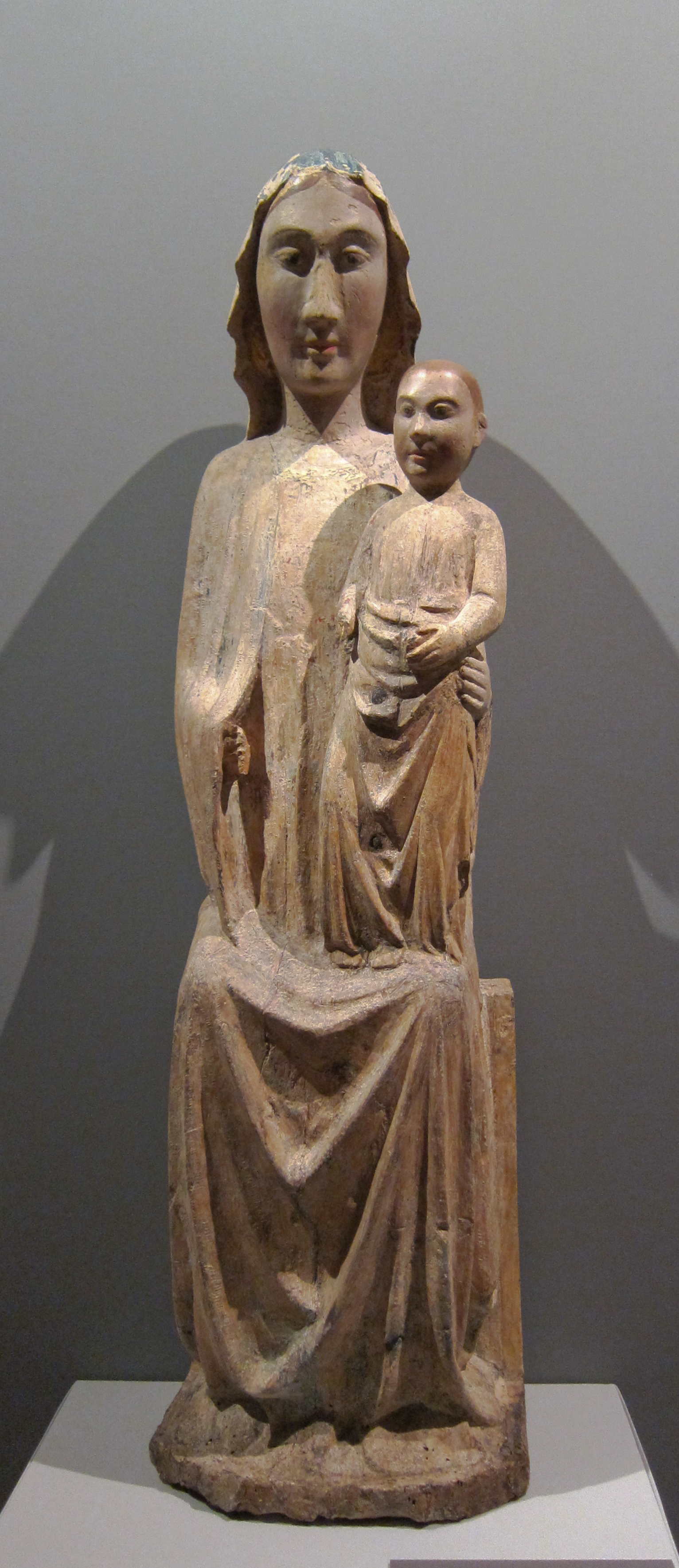
Madonna in trono con Bambino del Maestro della Santa Caterina

Nella seconda metà del XIII secolo, l'arte abruzzese presenta varie differenze. La pittura resta fedelmente ancorata alla cosiddetta maniera greca (come la chiamava Giorgio Vasari): ne sono testimonianze le tre tavole dipinte, tutte raffiguranti la Madonna con Bambino, che provengono dalle chiese di Santa Maria a Graiano di San Pio (frazione di Fontecchio), Santa Maria in Pantanis a Montereale e San Pietro a Sivignano (frazione di Capitignano); esse hanno tutte la stessa impostazione frontale, con la Madonna seduta e il Bambino in braccio.
Di assoluto interesse è la Madonna con Bambino proveniente da Montereale, che viene chiamata Madonna del Latte perché sta allattando il piccolo Gesù: l'opera è sicuramente la più bella delle tre Madonne dipinte e colpisce soprattutto la ricchezza dei colori e la loro lucentezza; viene riconsegnata ogni 15 agosto al comune di Montereale per la processione. Un pittore in Abruzzo cerca di aggiornarsi sulle novità proposte da Cimabue e provenienti da Firenze: Gentile da Rocca. Egli, unico pittore abruzzese del Duecento di cui si conosca il nome di battesimo, nativo di un paese dell'Altopiano delle Rocche, realizzerà varie opere d'arte almeno fino al 1295: l'unica firmata e datata è, però, una Madonna del Latte (1283), proveniente dalla chiesa di Santa Maria ad Cryptas a Fossa. Essa, restaurata agli inizi del Novecento, si caratterizza per la brillantezza dei colori blu, rosso e verde e per i candidi colori degli incarnati. Ai lati vi sono dei rovinatissimi sportelli laterali con tracce di affreschi, che dovevano raccontare la vita della Madonna o di Cristo.
Nell'architettura e nella scultura persiste ancora il romanico, ma l'Abruzzo accoglierà il nuovo stile gotico filtrato dall'Umbria e dalla Napoli angioina: per questo, fino al 1290 circa, in Abruzzo si parlerà di "gotico-romanico".
Gli scultori abruzzesi cercano di aggiornarsi sulle nuove correnti artistiche e a testimoniare il rinnovamento sono ancora le Madonne con Bambino, tutte sedute in trono, opera di artisti locali ma di un certo livello, provenienti dalle chiese di Sant'Agostino a Penne, Santa Maria ab Extra a Villa di Mezzo (frazione di Barisciano) e dal municipio di Pizzoli. Di assoluto interesse è un'altra Madonna in trono con Bambino, la Madonna delle Concanelle, che come recita l'iscrizione sul piedistallo fu realizzata nel 1262 da Domenico Pace, uno dei pochi scultori del Duecento abruzzese di cui si sappia nome e l'unico di cui è certo anche il cognome.
L'opera, proveniente dalla chiesa di Santa Maria della Neve a Bugnara, è uno dei capisaldi della scultura medievale abruzzese e si distacca dagli altri esemplari esposti nella sala per una maggiore naturalezza e per una policromia più raffinata. Per ragioni di spazio, nella sala è esposta una scultura della fine del XII secolo, tra le più sorprendenti del museo: la Madonna di Monteplanizio, una splendida scultura in stile romanico che raffigura la Madonna in trono con Bambino. La scultura proviene dalla chiesa di San Nicola a Lettopalena, ma originariamente si trovava nell'abbazia di Santa Maria di Monteplanizio sempre nel Comune di Lettopalena. Recentemente restaurata, la Vergine presenta il volto bruciacchiato per via di un incendio divampato nell'abbazia; doveva avere una corona. Lo stile rimanda all'arte francese e la statua viene considerata opera di un artista italo-francese.
Sala 14pittura e scultura della prima metà del XIV secolo in Abruzzo
A partire dalla fine del XIII secolo, in Abruzzo si può cominciare a parlare di gotico "puro": il romanico è ormai scomparso, e il gotico viene largamente diffuso grazie sia alla presenza di tre artisti provenienti dall'Umbria e dall'Emilia, sia alla corte angioina nel Regno di Napoli. Nella scultura si hanno le manifestazioni più importanti: tra le 9 opere esposte, ben 6 si riferiscono alla scultura. L'ultimo esempio di gotico-romanico in Abruzzo è il Cristo deposto, datato intorno al 1290, unica parte superstite di un'antica Deposizione dalla Croce: proviene dal Duomo di Penne. L'opera, che però ha poco di gotico, è di legno policromo e si riallaccia al filone dei cosiddetti "Cristi deposti" che tra il 1220 fino agli inizi del Trecento saranno diffusi nella penisola e realizzati secondo uno schema figurativo molto simile. Il primo esemplare è quello del Duomo di Tivoli, datato al 1220-1230, opera appunto del Maestro di Tivoli, artista a cui (senza fondamento) la scultura presente nel Museo aquilano è stata attribuita. Nel XIV secolo sono presenti in regione tre artisti di provenienza diversa: due provenienti dall'Umbria e uno dall'area bolognese.

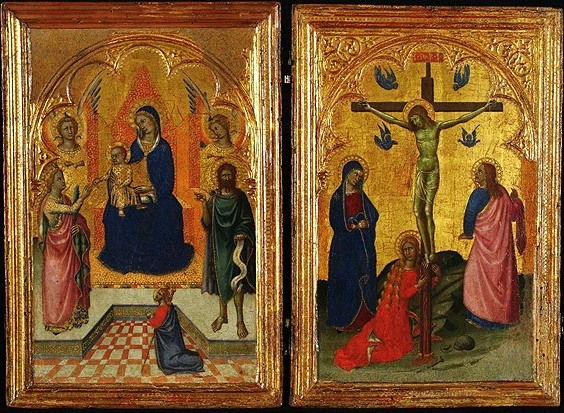
Niccolò di Buonaccorso, Matrimonio mistico di Santa Caterina e Cristo crocifisso, 1380

Dell'Umbria sono il Maestro della Madonna del Duomo di Spoleto e il Maestro di Fossa; il primo, che prende nome da una Madonna con Bambino realizzata appunto per il Duomo di Spoleto, fu attivo fino alla metà del Trecento e in Abruzzo realizzò tre Madonne in trono con Bambino, accomunate tra loro per lo stile molto simile: due di queste sono esposte in questa sala, e sono la Madonna di San Silvestro (proveniente dalla chiesa di San Silvestro all'Aquila) e la Madonna di Fossa (proveniente dalla chiesa dell'Assunta a Fossa), tutte realizzate secondo i canoni del gotico francese. La Madonna di Fossa è collocata entro un tabernacolo dipinto dal Maestro di Fossa, attivo tra il 1330 e il 1400, anche lui originario di Spoleto e che si recò in Abruzzo alla fine del Trecento.
L'artista umbro fu molto attivo in Abruzzo e in particolare a Fossa, dove oltre a dipingere il tabernacolo della Madonna dipinse anche le tavolette laterali con la Vita di Cristo: le tavolette, disposte a mo' di ante di armadio in modo che potessero chiudere il tabernacolo in certe occasioni impedendo la vista delle statue, furono dipinte tra il 1385 e il 1390 e furono recentemente rubate; ritrovate, sono state collocate nei depositi della Pinacoteca Nazionale di Bologna, ma una è stata riconsegnata al museo ed è esposta in questa sala, ovvero la Presentazione al Tempio. Del Maestro di Fossa c'è anche un dittico, datato intorno al 1400, che raffigura a sinistra San Bartolomeo e a destra i Santi Quirico e Giulitta: provengono dalla collegiata di San Michele a Città Sant'Angelo, dove furono ritrovate in condizioni gravissime durante un restauro nel retro di un confessionale; restaurate nel 1973, hanno ritrovato il loro splendore.
Di area emiliana è invece il Maestro del Crocifisso d'argento, pittore e scultore, attivo tra il 1310 e il 1330 e proveniente molto probabilmente da Bologna; egli realizzò tra il 1325 e il 1330 uno tabernacolo da collocare nell'altare maggiore della chiesa di Santa Caterina all'Aquila.
Al centro c'era la statua di Santa Caterina d'Alessandria, di legno dipinto, mentre ai lati due tavole bislunghe dipinte, collocate in modo verticale, raffiguravano la vita della santa: si partiva da destra e precisamente dall'alto, con Santa Caterina che rifiuta di adorare gli idoli, il rogo dei 5 sapienti e l'eviscerazione della santa. A sinistra invece, partendo sempre dall'alto, erano raffigurati La visita dell'imperatrice a Santa Caterina, l'angelo che distrugge la ruota dentata e la decapitazione della santa. Con le soppressioni post-unitarie, i beni del convento furono alienati: la statua della santa e le due tavole andarono a finire nel municipio. La statua finì poi nel palazzo aquilano dei Rivera. Con l'istituzione del Museo Nazionale d'Abruzzo, la statue e le due tavole sono state donate all'istituzione museale e oggi figurano in questa sala, andando a formare nuovamente l'antico tabernacolo.
Tornando nuovamente alla scultura, gli artisti abruzzesi impararono presto le nuove novità artistiche gotiche, e ne sono testimonianza le due statue lignee di Santa Balbina (1310 circa) e San Leonardo (1350 circa), provenienti rispettivamente dalle chiese di San Michele a San Vittorino (frazione di Pizzoli) e da quella diruta di San Leonardo all'Aquila: entrambe sono dipinte, ma la Santa Balbina ha conservato pochissime tracce della policromia, mentre il San Leonardo è perfettamente conservato.

### Sede MuNDA dell'Ex Mattatoio Comunale (dal 2015)

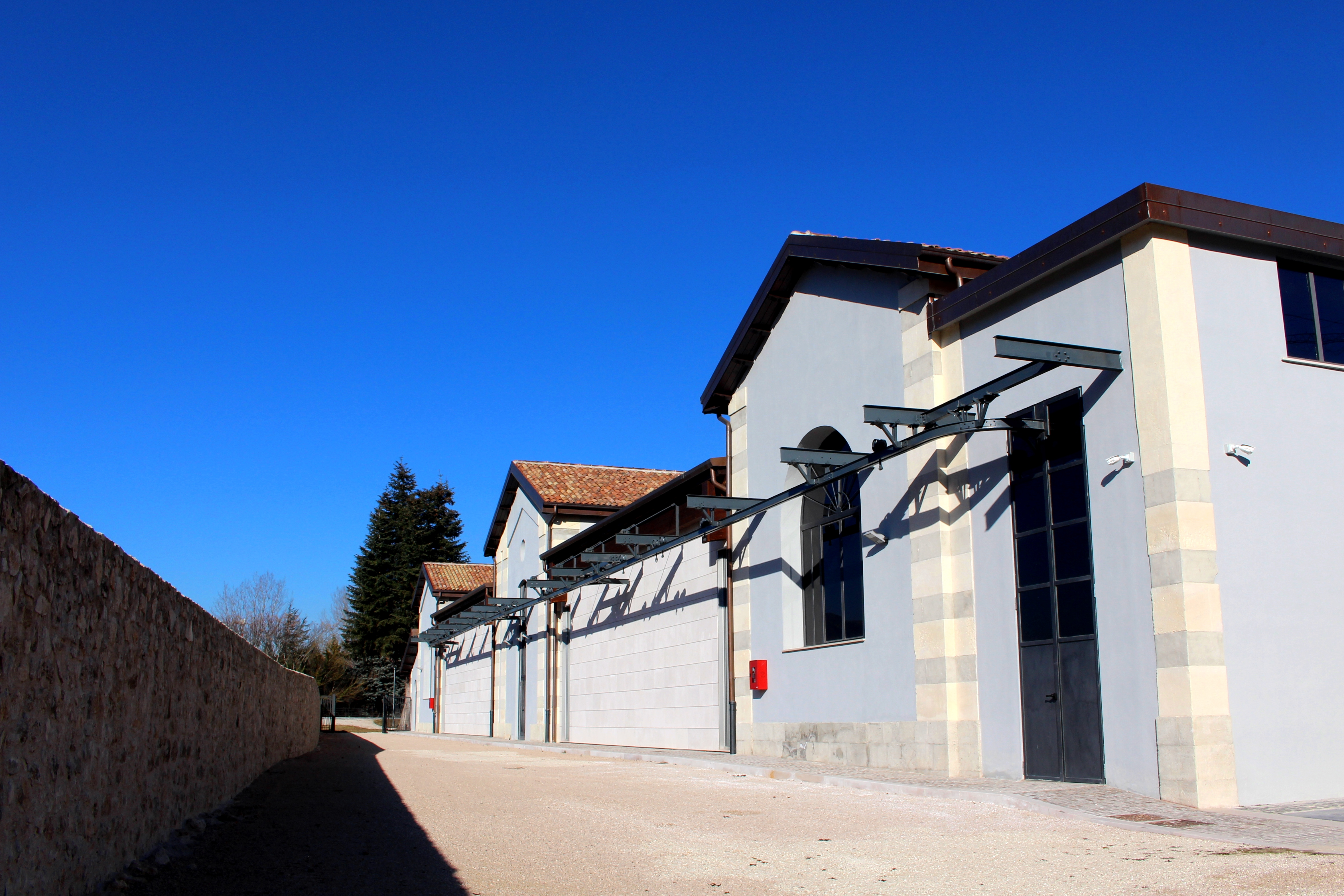
Ex mattatoio, sede del nuovo MuNDA

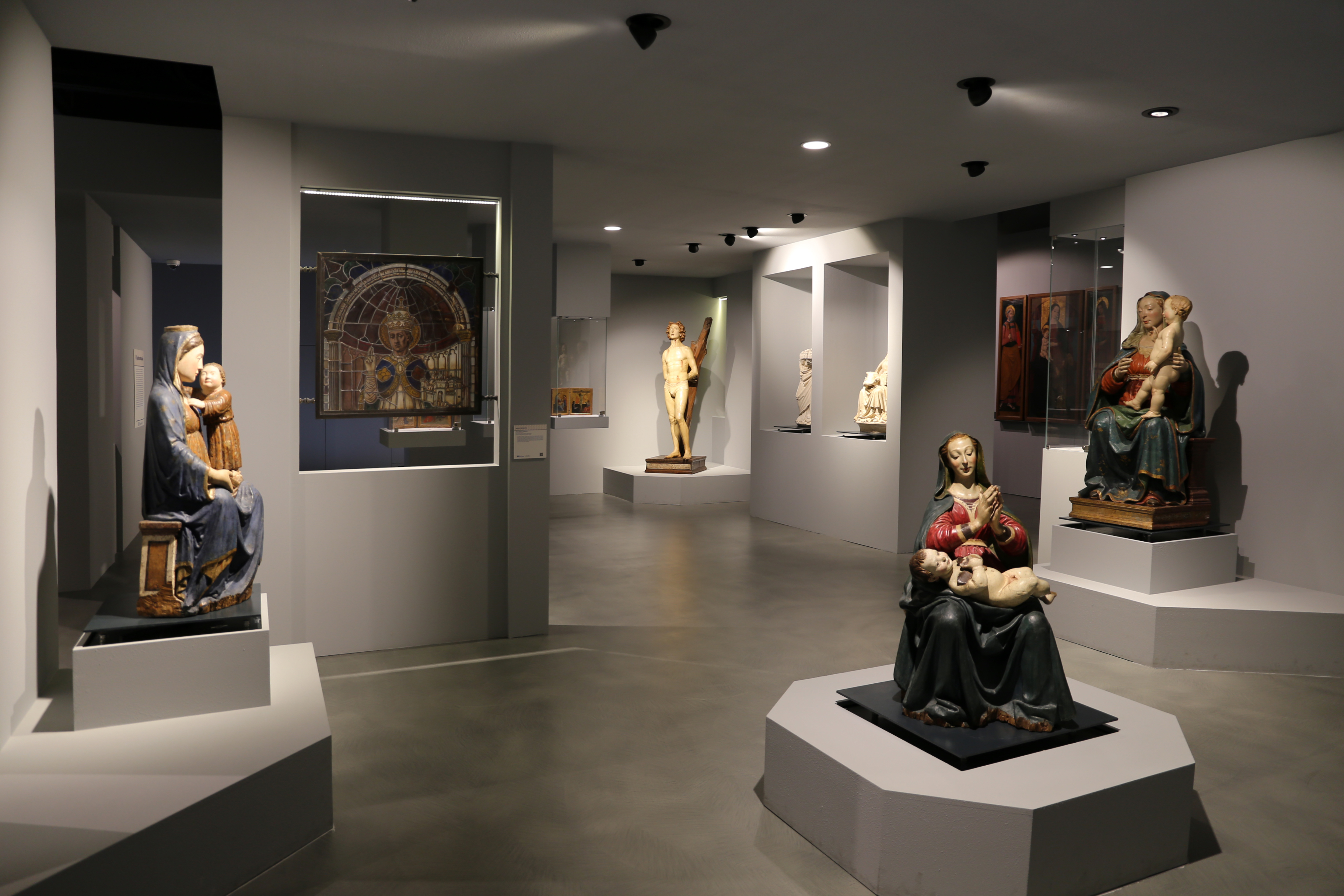
Il nuovo allestimento

Il complesso è situato a Borgo Rivera, in uno dei quartieri più antichi della città, adiacente alle mura dell'Aquila, precisamente tra le porte Rivera e della Stazione. L'area, a forte connotazione turistico-monumentale, è caratterizzata dalla presenza della fontana delle 99 cannelle e della chiesa di San Vito alla Rivera.
Occupa una superficie di oltre 4.000 m², di cui circa la metà recuperati e accessibili al pubblico, ed è formato da un edificio principale (sede della collezione del museo nazionale d'Abruzzo) e da un nuovo fabbricato, ulteriormente suddiviso in due blocchi a livelli sfalsati, al cui interno trovano posto le strutture accessorie al museo, una sezione uffici ed una sala congressi da 96 posti. Il padiglione principale si articola su 6 sale all'interno di 5 aree espositive.
Sala 1Archeologia d'Abruzzo
La prima delle sale della mostra è dedicata all'archeologia, con reperti di testimonianze delle civiltà italiche, e in particolare dei Vestini e dei Sabini. Ci sono molti pezzi provenienti da Amiternum, l'antica città sabina presso contrada San Vittorino. Alcune opere derivano dalle collezioni del Castello (provenienti dagli scavi di Aveia (Fossa) e Peltuinum (Prata d'Ansidonia), importanti reperti sono il "Calendario Amiternino" che riporta le feste liturgiche annuali della città del 20 d.C., e rilievi in pietra raffiguranti un combattimento di gladiatori (I secolo a.C.) e una cerimonia funebre di un patrizio amiternino, del I secolo d.C.; di interesse anche un coperchio di un vaso in pietra, con l'impugnatura a forma di serpente attorcigliato a spirale.
Sala 2le Madonne
È il tema della seconda sala, che contiene al suo interno una delle maggiori novità dell'esposizione: una scultura di Madonna con Bambino, attribuita al maestro della Santa Caterina Gualino, scultura “sorella” di una già conservata al Castello che, a differenza di quella appena acquisita dalla Soprintendenza, aveva perso completamente la policromia. I visitatori dunque potranno vedere a confronto le due Madonne. Alcune rare preziose icone dipinte duecentesche (Madonna de Ambro, Madonna di Sivignano, Madonna di Montereale), e numerose sculture in legno vi si trovano; maestose e sacrali quelle di cultura romanico-bizantina, risalenti al 1100-1200 come la Madonna di Lettopalena, la Madonna di Concanelle; slanciate e flessuose sono quelle trecentesche, che rivelano nella dolcezza del volto e nella raffinatezza delle linee la spiritualità e la grazia della nuova arte gotica, come la Madonna di Fossa e la Madonna di San Silvestro.
Sala 3 - 4Età Angioina - Età tardo Gotica e Rinascimento
La sezione comprende rappresentazioni più naturalistiche della Madonna, con finezza ed eleganza eccezionali. Tra queste quella della chiesa di San Silvestro.
Nella sala successiva sono mostrate le opere di esordio di Andrea De Litio, ma anche è presente l'importanza del famoso Trittico di Beffi, il San Sebastiano di Silvestro dell'Aquila, opere di Giovanni di Biasuccio, diversi polittici, tra cui quello di Pianella della chiesa di Santa Maria Maggiore.

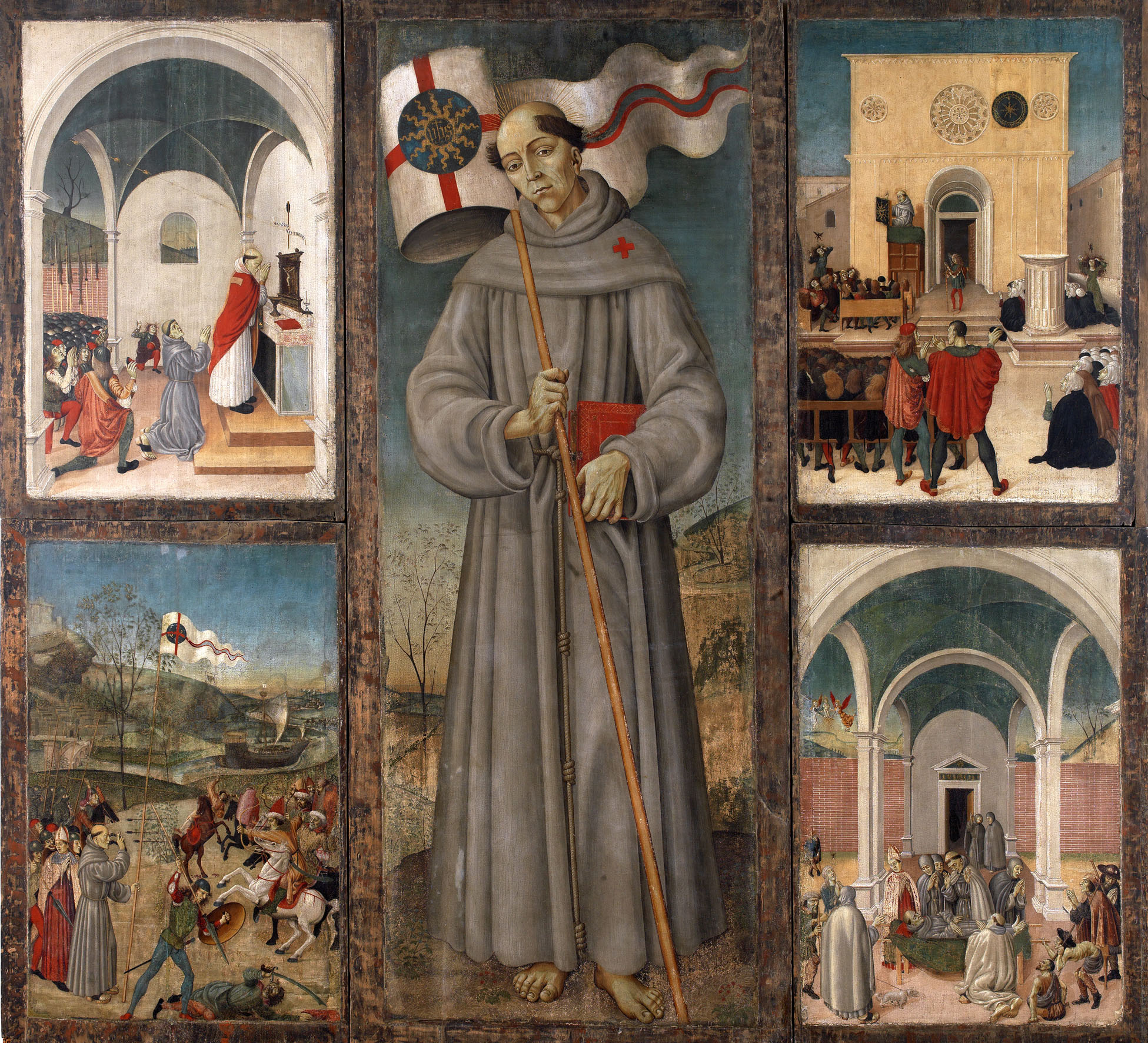
Giovanni di Bartolomeo, Vita di San Giovanni da Capestrano, 1480-85

La sala 3 si apre con le pitture su fondo d'oro zecchino, tra esse il Trittico di Beffi del 1410-15, attribuiti al teramano Leonardo di Sabino; testimonianze del primo Rinascimento abruzzese sono i dipinti del De Litio e le sculture lignee di Giovanni di Biasuccio e Silvestro di Giacomo da Sulmona (il San Sebastiano) del 1478 tra i più famosi). Tra i dipinti di soggetto e committenza francescana nella sala, spicca il polittico della Vita di San Giovanni da Capestrano (1480) di Giovanni di Bartolomeo, cui si attribuisce anche il dipinto delle Stimmate di San Francesco.
Sala 5 - 6i Francescani - Opere del Barocco aquilano
Una delle sale è completamente dedicata al messaggio di San Francesco, con i ritratti di San Bernardino da Siena, San Giovanni da Capestrano, il polittico- Di grande importanza è un gruppo di terracotta al centro della stanza composto dalla Madonna col Bambino della basilica di Collemaggio e dal presepe proveniente dalla chiesa di Santa Maria del Ponte a Tione.
Nella prima emerge la personalità aquilana di Saturnino Gatti, recentemente riconosciuto tra le figure di primo piano del Rinascimento centro-meridionale italiano. Il museo espone la Madonna degli Angeli (1505), la Madonna del Rosario (1511) e diverse sculture in terracotta (il Presepe di Tione degli Abruzzi, il Sant'Antonio Abate del 1512), salvate dal terremoto del 2009 e restaurate.

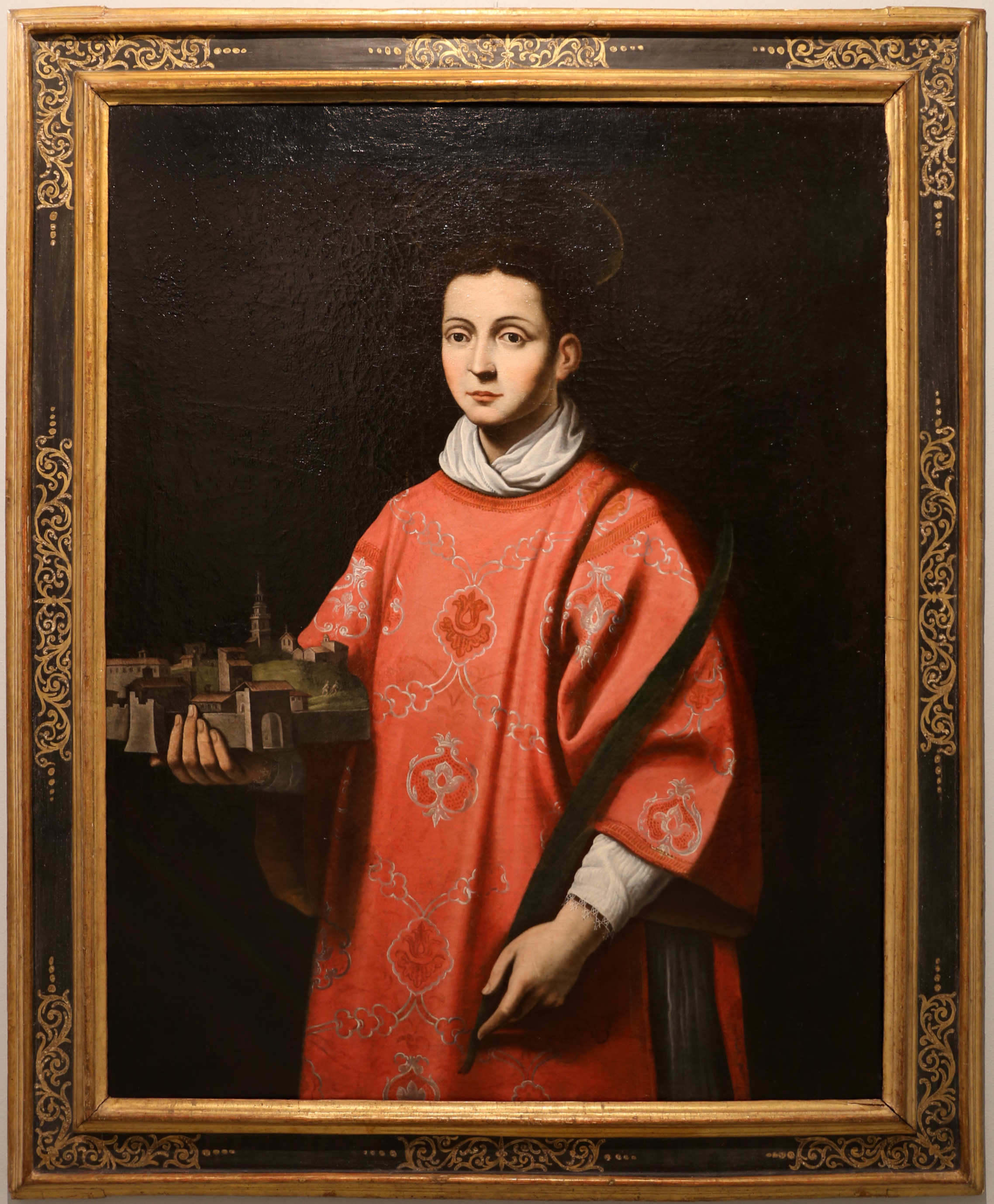
San Massimo d'Aveia con la città di Penne, opera del Bedeschini (1613)

L'ultima sala è dedicata alle tele di Giacinto Brandi e ai capolavori della collezione Cappelli. Questa sala è decorata dalle tele di ambito napoletano, con gli artisti Mattia Preti, Bernardo Cavallino, Jusepe de Ribera, Andrea Vaccaro, Massimo Stanzione, si ricordano il "Celestino V" di De Ribera, e il "San Massimo Levita con la città di Penne" di Giulio Cesare Bedeschini del 1613. Di recente la sala è stata dotata di un impianto multimediale per la video-guida del museo e dell'arte barocca all'Aquila, e di alcune collezioni di ceramiche di Castelli (TE).

## Galleria d'immagini

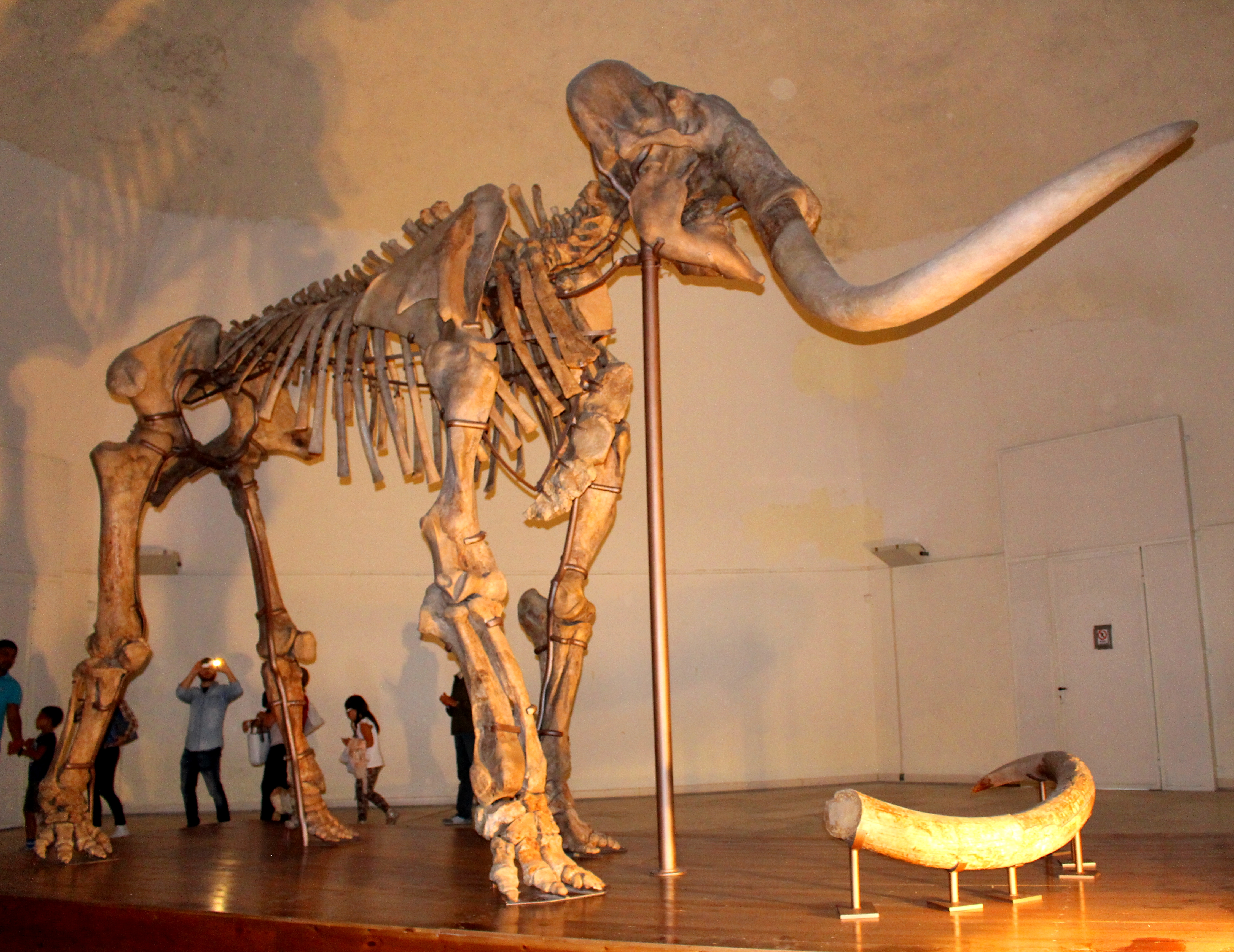
Scheletro del mammuth di Scoppito
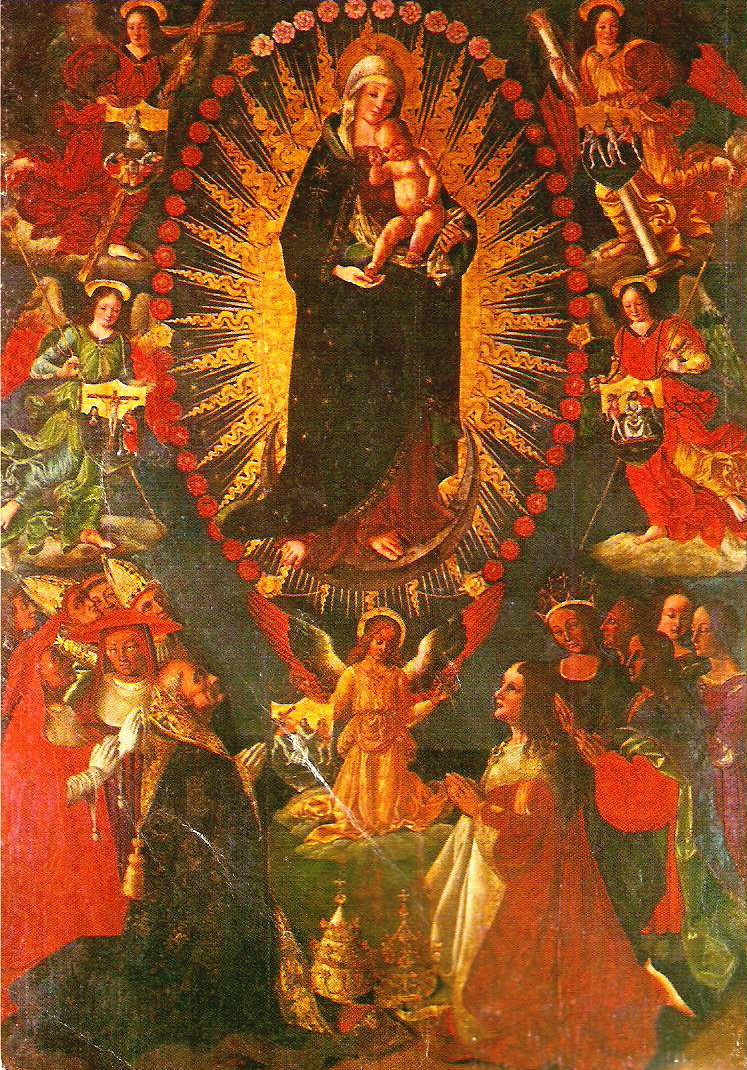
Madonna del Rosario di Saturnino Gatti (1511)
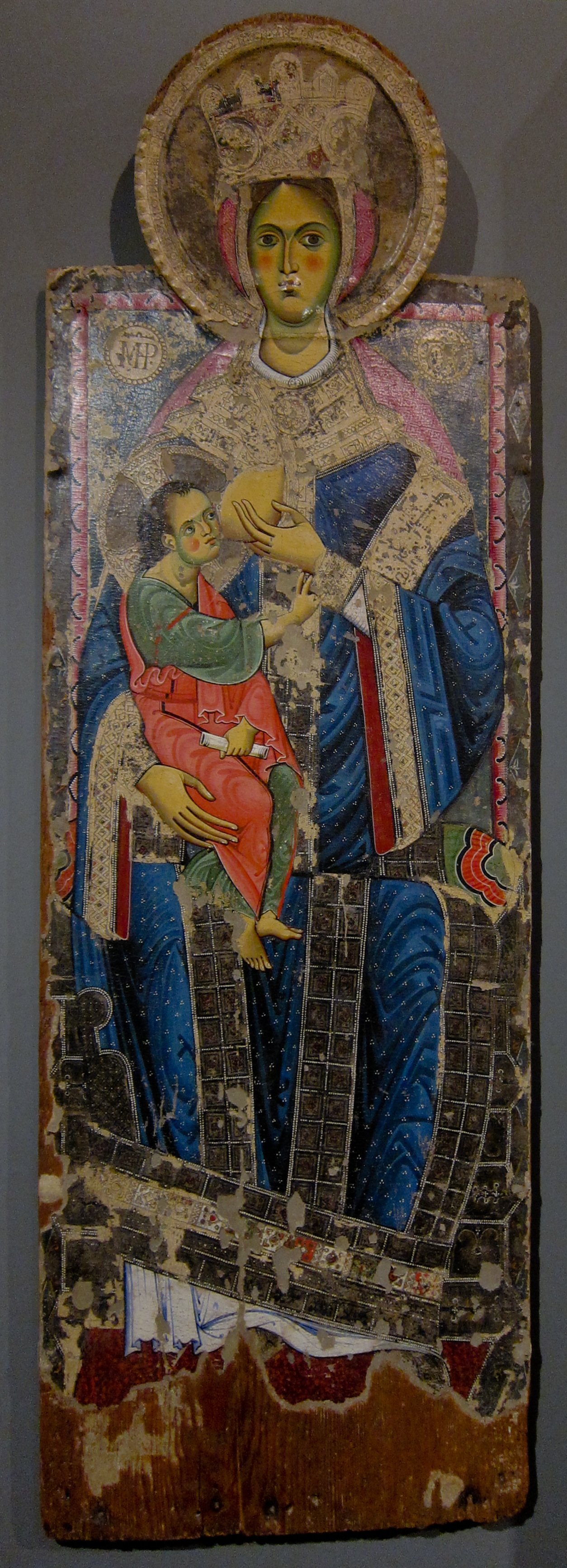
Madonna del Latte (anonimo, XIII secolo)
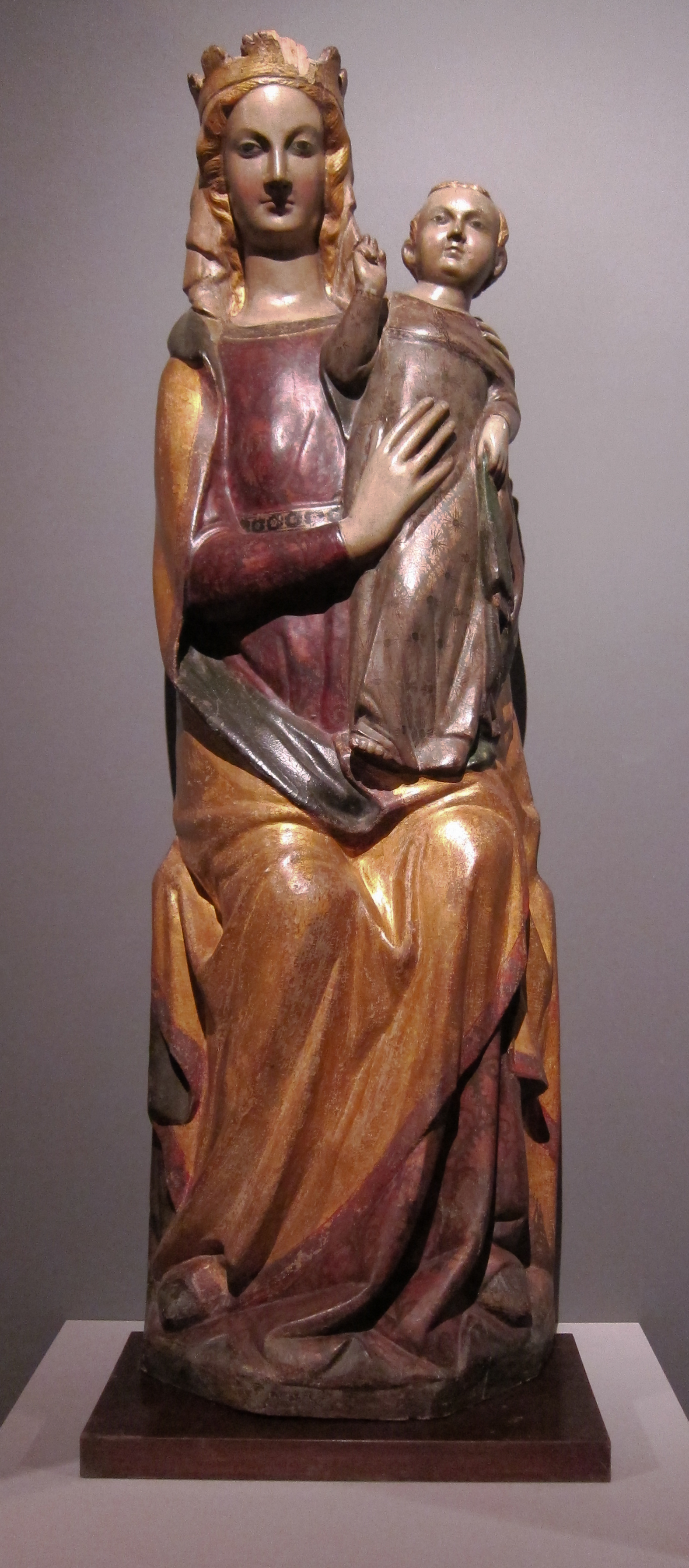
Madonna in trono col Bambino (Maestro di San Silvestro, 1310)
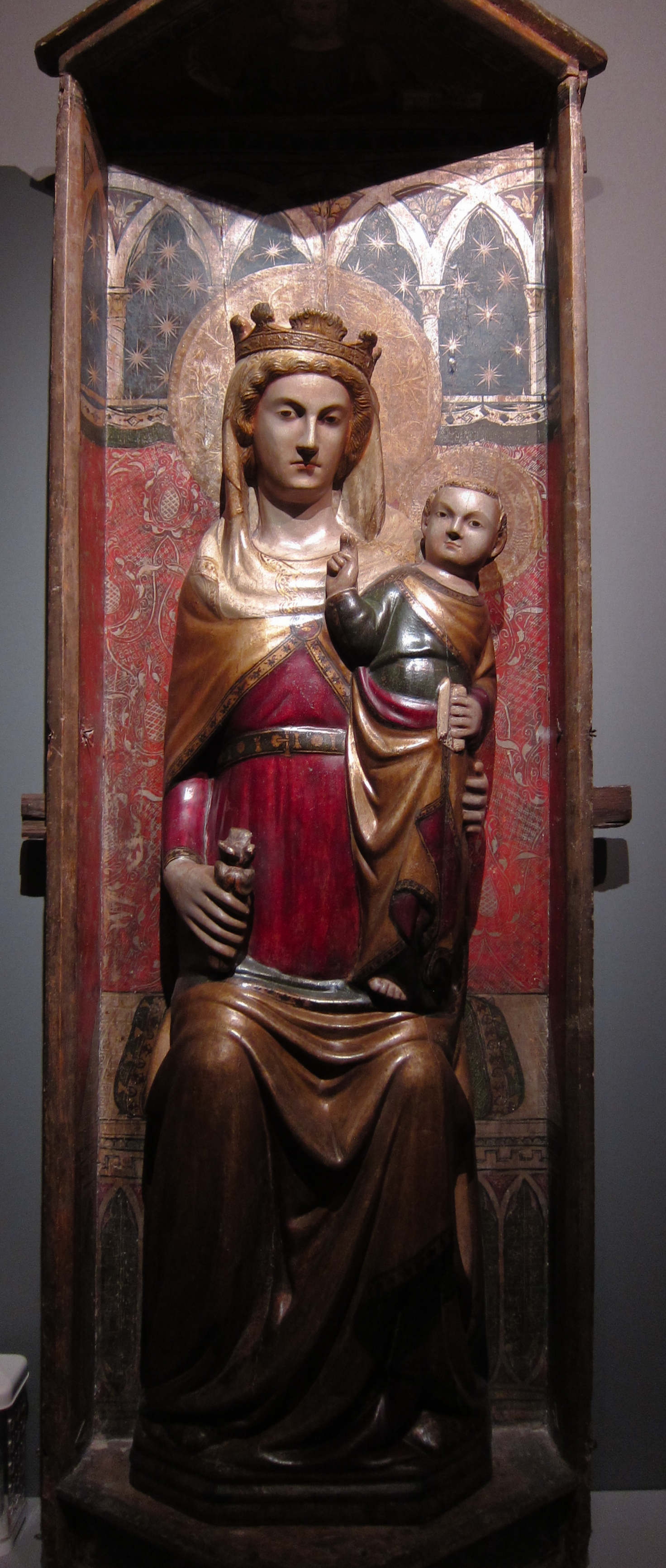
Madonna di Fossa (Maestro di Fossa, 1440-50)
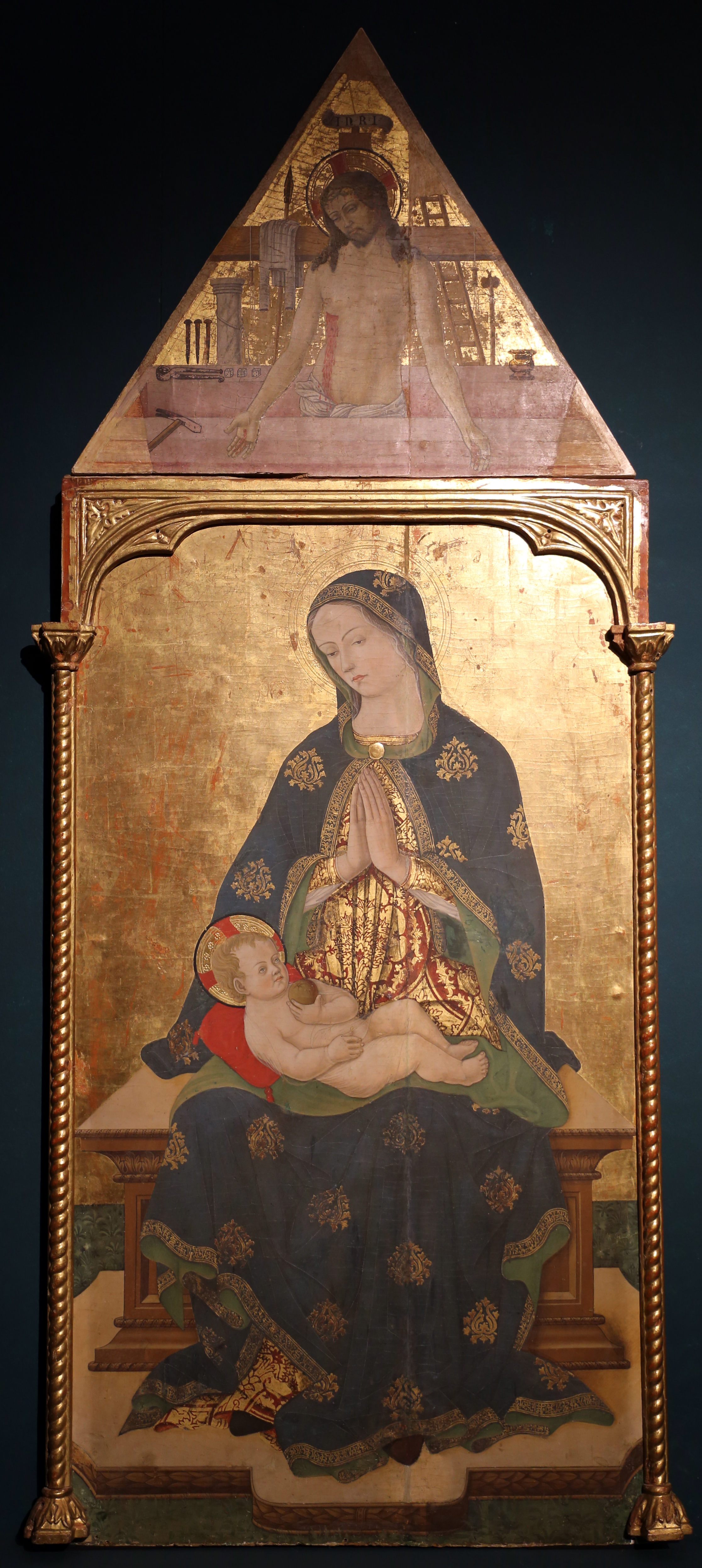
Madonna in trono con Bambino e Cristo in pietà (Matteo di Campli, 1489)
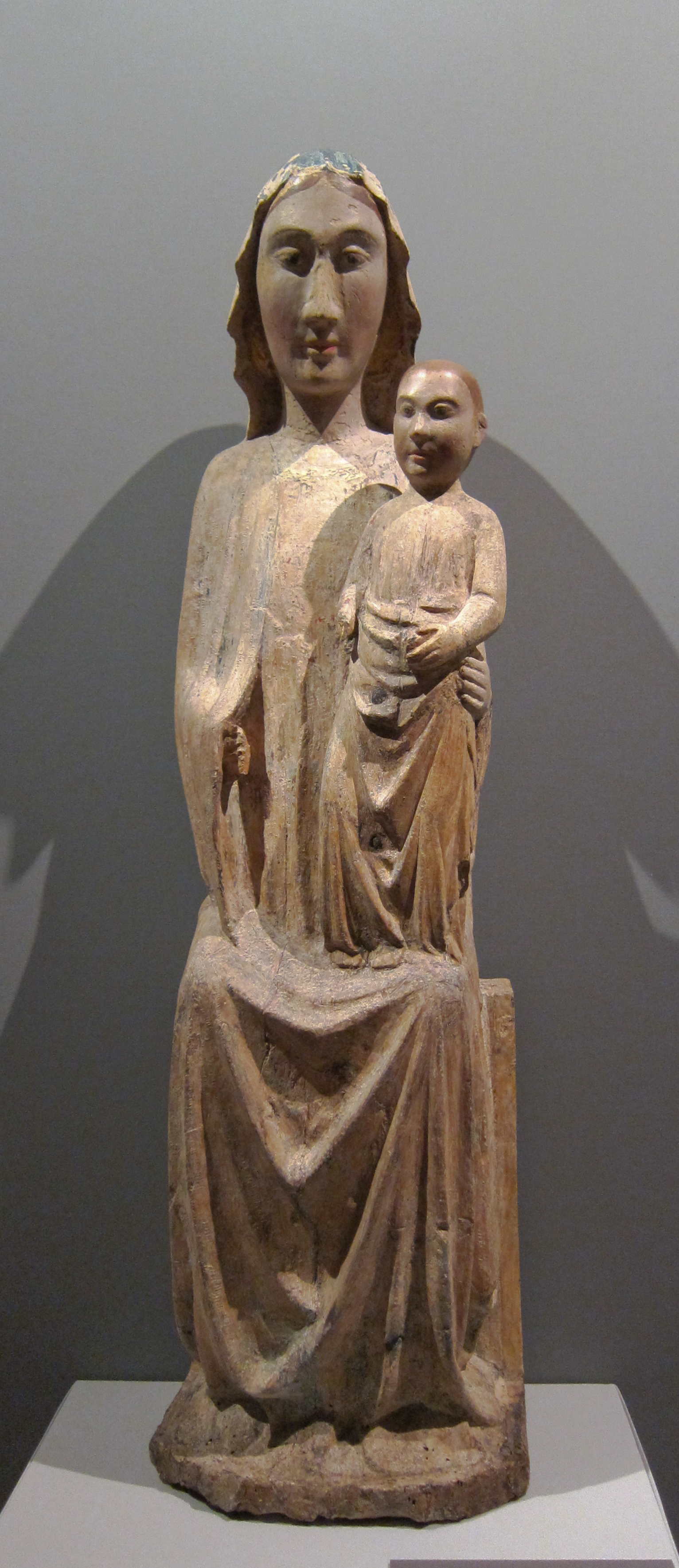
Madonna col Bambino del Maestro della Santa Caterina Gualino
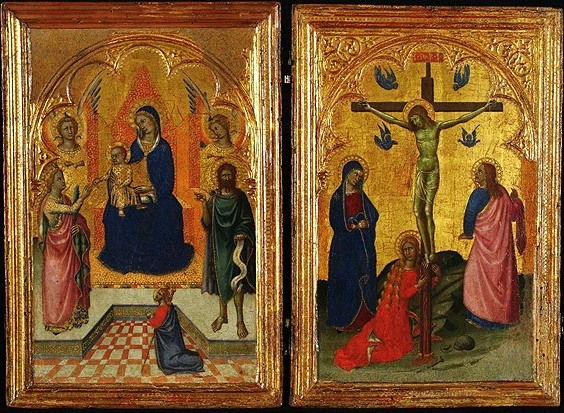
Matrimonio mistico di Santa Caterina e Crocifissione, di Niccolò Buonaccorso (1380)
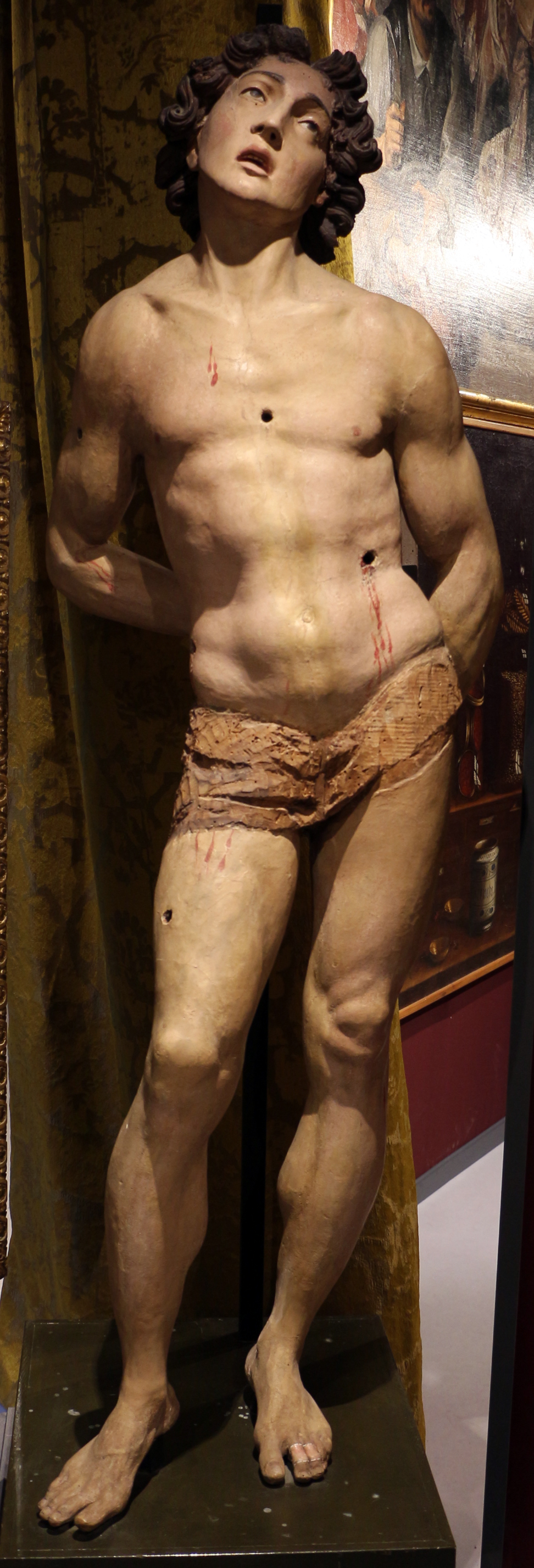
San Sebastiano di Saturnino Gatti (1490-1510 ca)
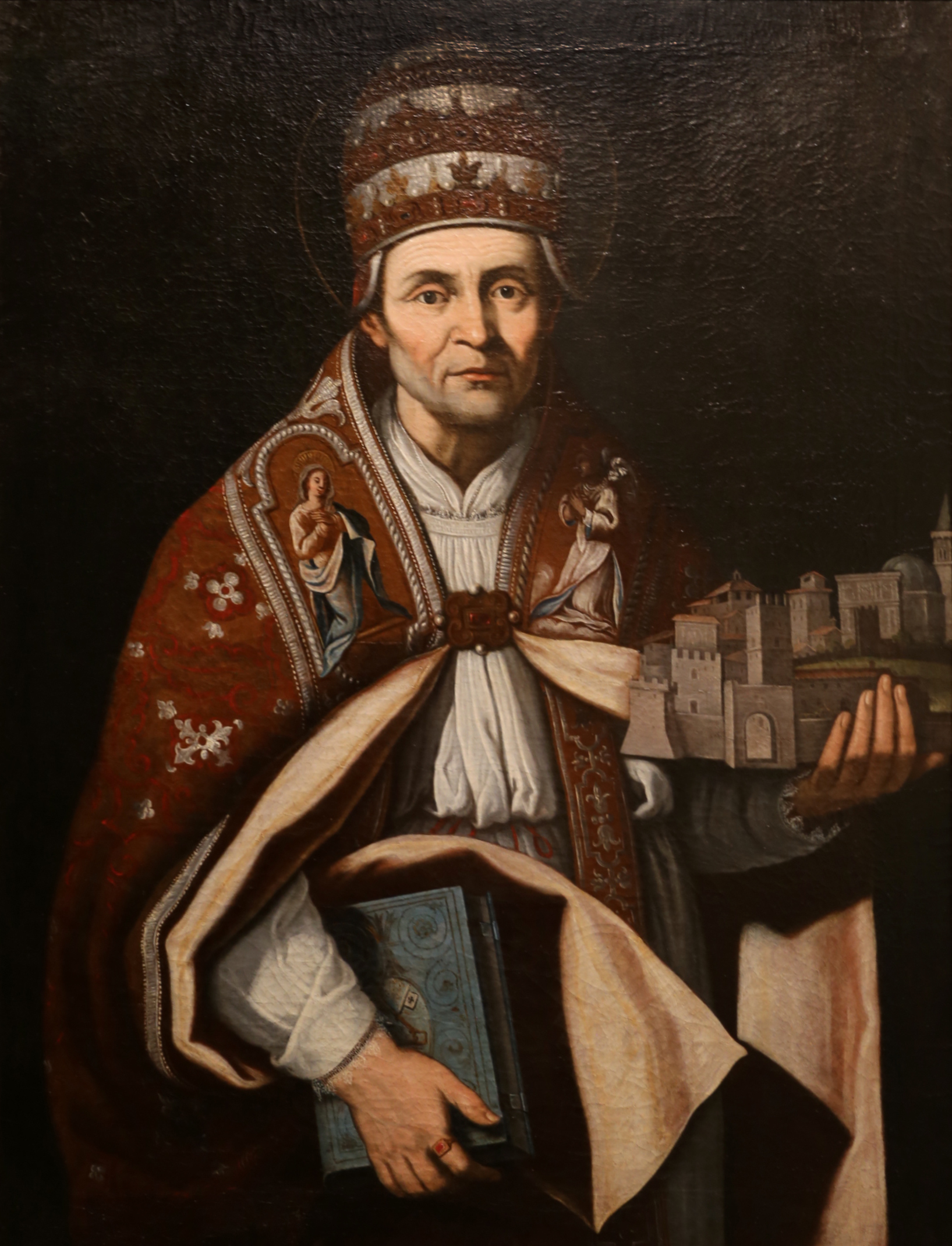
Ritratto di Papa Celestino V, opera di Giulio Cesare Bedeschini (XVII secolo)
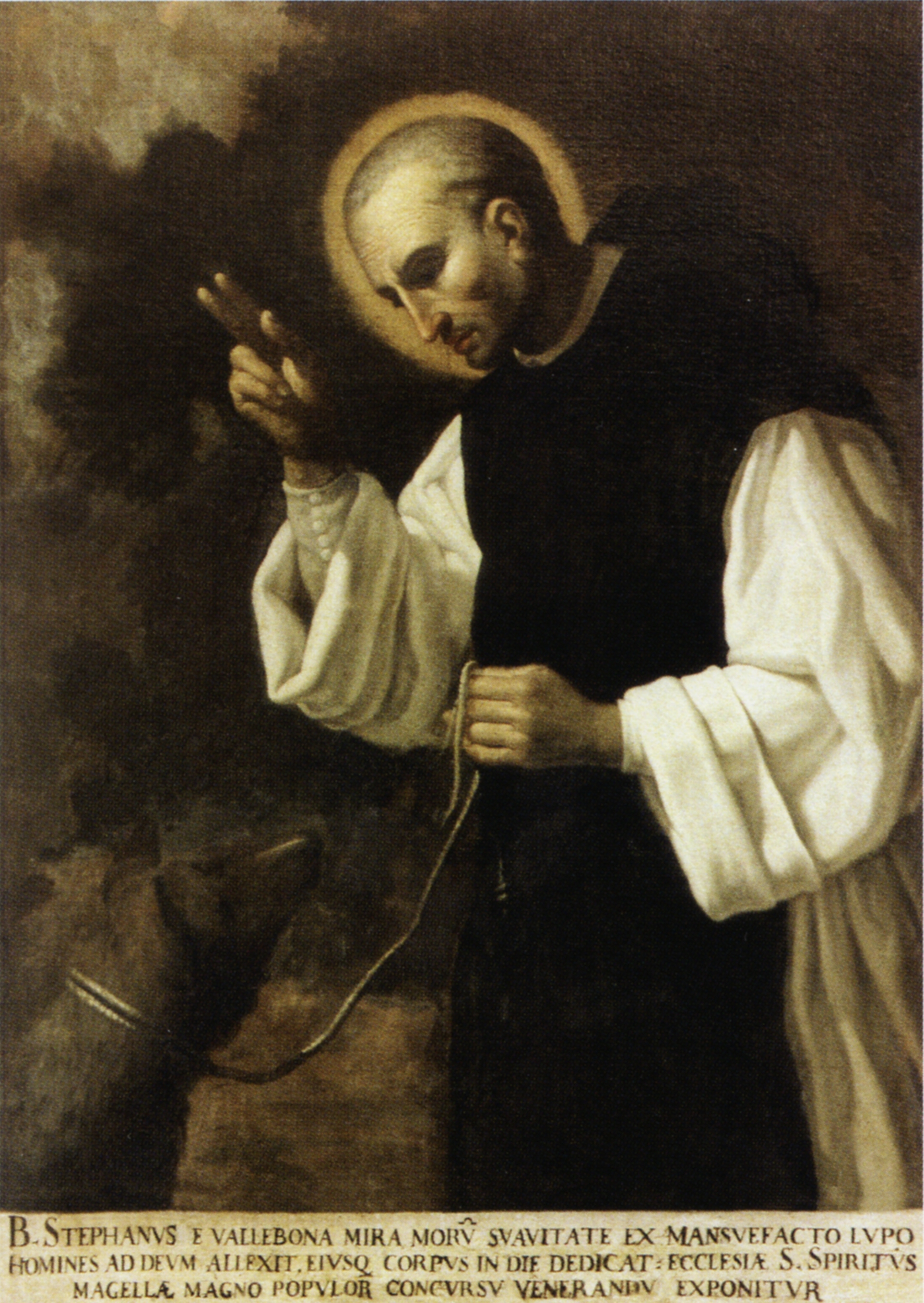
Stefano del Lupo, opera di Karl Ruther di Danzica